# 王家相 (萬曆戊戌進士)
王家相（？—？），號豫南，直隶真定府獲鹿縣人，世居县之小毕村。明朝政治人物。

## 生平
萬曆二十二年（1597年）甲午科顺天府乡试一百一十九名舉人，萬曆二十六年（1598年）戊戌科三甲174名進士，次年授凤阳府推官，三十年养病。三十四年起补汾州府推官，本年改任南京武学，三十五年升南京工部主事，三十七年丁憂歸。四十一年起补刑部主事，差江北恤刑，历官刑部员外郎，四十一年告病归。六年後起补刑部郎中，未赴任，再起补池州府同知，天啓五年（1625年）升本府知府，在任六月，以考察去职。